# O'zbekiston Professional Futbol Ligasi 2016
La Oliy Liga 2016 è la 25ª edizione della massima competizione nazionale per club del Uzbekistan dall'indipendenza del 1992, la squadra campione in carica è il Professional Futbol Klubi Paxtakor.
Ad aggiudicarsi il titolo nazionale è il Lokomotiv Tashkent per la prima volta nella sua storia.

## Squadre Partecipanti
| Club               | Allenatore           | Città     | Stadio                | Capacità |
| ------------------ | -------------------- | --------- | --------------------- | -------- |
| Andijon            | Orif Mamatkazin      | Andijan   | Soghlom Avlod Stadium | 18,360   |
| Bunyodkor          | Sergey Lushan        | Tashkent  | Bunyodkor Stadium     | 34,000   |
| Buxoro             | Jamshid Saidov       | Bukhoro   | Buxoro Arena          | 22,700   |
| Qo'qon 1912        | Numon Khasanov       | Kokand    | Kokand Stadium        | 10,500   |
| Lokomotiv Tashkent | Andrey Miklyaev      | Tashkent  | Lokomotiv Stadium     | 8,000    |
| Mash'al            | Alexander Khomyakov  | Muborak   | Bahrom Vafoev Stadium | 10,000   |
| Metallurg Bekabad  | Rustam Mirsodiqov    | Bekabad   | Metallurg Stadium     | 15,000   |
| Nasaf Qarshi       | Ruziqul Berdiev      | Qarshi    | Qarshi Stadium        | 14,750   |
| Navbahor Namangan  | Ilkhom Muminjonov    | Namangan  | Navbahor Stadium      | 22,000   |
| Neftchi Fergana    | Andrey Fyodorov      | Farghona  | Istiqlol Stadium      | 20,000   |
| Obod               | Jafar Irismetov      | Tashkent  | Obod Stadium          |          |
| AGMK Olmaliq       | Igor Shkvyrin        | Olmaliq   | Olmaliq SM Stadium    | 12,000   |
| Paxtakor           | Grigoriy Kolosovskiy | Tashkent  | Pakhtakor Stadium     | 35,000   |
| Qizilqum           | Yuriy Lukin          | Zarafshon | Yoshlar Stadium       | 12,500   |
| So'g'diyona        | Davron Fayziev       | Jizzakh   | Sogdiana Stadium      | 11,650   |
| Shortan Guzor      | Ikhtiyor Karimov     | Ghuzor    | Ghuzor Stadium        | 7,000    |

## Classifica
|                       | Pos. | Squadra            | Pt | G  | V  | N | P  | GF | GS | DR  |
| --------------------- | ---- | ------------------ | -- | -- | -- | - | -- | -- | -- | --- |
| Uzbekistan (bandiera) | 1.   | Lokomotiv Tashkent | 74 | 30 | 23 | 5 | 2  | 77 | 24 | +53 |
|                       | 2.   | Nasaf Qarshi       | 63 | 30 | 19 | 6 | 5  | 60 | 24 | +36 |
|                       | 3.   | Bunyodkor          | 63 | 30 | 18 | 9 | 3  | 46 | 13 | +33 |
|                       | 4.   | Buxoro             | 58 | 30 | 17 | 7 | 6  | 42 | 27 | +15 |
|                       | 5.   | Paxtakor           | 52 | 30 | 15 | 7 | 8  | 49 | 30 | +19 |
|                       | 6.   | Qizilqum           | 50 | 30 | 14 | 8 | 8  | 41 | 32 | +9  |
|                       | 7.   | Metallurg Bekabad  | 49 | 30 | 14 | 7 | 9  | 47 | 34 | +13 |
|                       | 8.   | Mash'al            | 38 | 30 | 11 | 5 | 14 | 25 | 41 | -6  |
|                       | 9.   | Shortan Guzor      | 38 | 30 | 12 | 2 | 16 | 43 | 56 | -13 |
|                       | 10.  | So'g'diyona        | 34 | 30 | 9  | 7 | 14 | 23 | 41 | -18 |
|                       | 11.  | Neftchi Fergana    | 31 | 30 | 9  | 4 | 17 | 28 | 43 | -15 |
|                       | 12.  | Qo'qon 1912        | 29 | 30 | 8  | 5 | 17 | 31 | 55 | -24 |
|                       | 13.  | AGMK Olmaliq       | 26 | 30 | 8  | 2 | 20 | 40 | 54 | -14 |
|                       | 14.  | Obod               | 24 | 30 | 6  | 6 | 18 | 25 | 51 | -26 |
|                       | 15.  | Navbahor Namangan  | 23 | 30 | 6  | 5 | 19 | 37 | 66 | -29 |
|                       | 16.  | Andijon            | 23 | 30 | 6  | 5 | 19 | 20 | 50 | -30 |

Legenda:

      Campione dell'Uzbekistan 2016, ammessa alla AFC Champions League 2017

      Ammesse alla AFC Champions League 2017

      Retrocessa in O‘zbekiston Birinchi Ligasi 2017

Note:
Tre punti a vittoria, uno a pareggio, zero a sconfitta.

## Play-Out
La quindicesima classificata della Premier League si scontra con la seconda classificata della Uzbekistan First League per stabilie una seconda retrocessione o promozione
| Arbitro: | B. Namazov |

|                                      |           |                |
| I.Isakjanov 23’ A.Makhmudov 29’, 84’ | Marcatori | 34’ S.Dostonov |

## Classifica Marcatori
Aggiornato al 23 novembre 2016
| Posizione | Giocatore               | Club               | Goal   |
| --------- | ----------------------- | ------------------ | ------ |
| 1         | Temurkhuja Abdukholiqov | Lokomotiv Tashkent | 22 (1) |
| 2         | Zokhid Abdullaev        | Metallurg Bekabad  | 18 (0) |
| 3         | Shokhruh Norkhonov      | Obod               | 14 (2) |
| 4         | Sardor Mirzayev         | Lokomotiv Tashkent | 13 (0) |
| 4         | Nemanja Jovanović       | Andijon/ Qizilqum  | 13 (3) |
| 6         | Zafar Polvonov          | \| Shortan Guzor   | 12 (0) |
| 6         | Marat Bikmaev           | Lokomotiv Tashkent | 12 (1) |
| 6         | Dragan Ćeran            | Nasaf Qarshi       | 12 (1) |
| 9         | Shakhboz Erkinov        | Mash'al            | 11 (1) |
| 9         | Igor Sergeev            | Paxtakor           | 11 (3) |